# Proces technologiczny okresowy

Przykład okresowych procesów adsorpcji rozpuszczalników i regeneracji sorbentu, połączonych w system ciągły
Etapy pracy adsorberów:
I – adsorpcja rozpuszczalników ze strumienia powietrza, II – odzyskiwanie rozpuszczalników z użyciem pary wodnej, III – suszenie sorbentu

Proces technologiczny okresowy (periodyczny) – proces technologiczny cyklicznie powtarzany, co jest związane z cyklicznymi zmianami parametrów technologicznych (np. temperatura, ciśnienie, stężenia reagentów). Surowce są dostarczane do instalacji w odstępach czasu, wynikających z technologicznej koncepcji procesu. Produkty i półprodukty są odbierane okresowo po zakończeniu procesu lub osiągnięciu stanu określonego w tej koncepcji. W przypadku procesów wieloetapowych, wymienione warunki spełnia każdy z etapów: są prowadzone w warunkach niezmiennych w czasie, a półprodukty są w sposób ciągły kierowanych do kolejnych etapów.  
Zaletami procesów okresowych, odróżniającymi je od procesów ciągłych, są np. mniejsze koszty inwestycyjne. Procesy zwykle nie wymagają precyzyjnego, automatycznego sterowania. Parametry procesu mogą być łatwo dostosowywane do okresowych, nieprzewidywalnych zmian jakości surowców.   
Ekonomiczna opłacalność stosowania procesów okresowych zależy m.in. od wielkości produkcji oraz od stosunku między czasem procesu (tj. reakcja chemiczna lub destylacja prosta) a czasem rozładowywania aparatów i ich powtórnego załadowania. Orientacyjnie przyjmuje się, że stosowanie instalacji o działaniu okresowym jest opłacalne, jeżeli wielkość produkcji nie przekracza 100 Mg/rok, a nie jest opłacalne, jeżeli jest większa od 1000 Mg/rok.
W niektórych sytuacjach kilka jednakowych aparatów o działaniu okresowym zestawia się w taki sposób, aby zestaw pracował zgodnie z zasadami procesu ciągłego. Ilustruje to przykład oczyszczanie powietrza zawierającego rozpuszczalniki organiczne w zestawie adsorberów pracujących okresowo w cyklach adsorpcja–desorpcja parą wodną–suszenie sorbentu. W przypadku, gdy czas trwania równolegle prowadzonych operacji jest podobny, zestaw można uznać za instalację pracującą w sposób ciągły, bez przestojów.